# Premières Solitudes
Pour plus de détails, voir Fiche technique et Distribution.
Premières Solitudes est un film français réalisé par Claire Simon et sorti en 2018.

## Fiche technique
- Titre : Premières solitudes
- Réalisation : Claire Simon
- Scénario : Claire Simon
- Photographie : Claire Simon
- Son : Pierre Bompy, Arnaud Marten, Virgile Van Ginneken et Nathalie Vidal
- Montage : Claire Simon, Luc Forveille et Léa Masson
- Musique : Stromae
- Production : Sophie Dulac Productions
- Pays d'origine :  France
- Genre : documentaire
- Durée : 100 minutes
- Date de sortie : France - 14 novembre 2018

## À propos du film
La réalisation de Premières Solitudes est la concrétisation d'un projet parti d'un atelier cinéma mis en place au lycée Romain-Rolland d'Ivry-sur-Seine. La première idée portait sur l'élaboration d'un court métrage de fiction avec la participation des élèves : mais Claire Simon a finalement choisi la forme d'un long métrage documentaire.

## Sélections
- 2018 : Viennale
- 2018 : Berlinale (forum)
- 2018 : États généraux du film documentaire - Lussas (sélection plein air)
- 2018 : Rencontres Gindou Cinéma (sélection longs métrages)
- 2018 : Festival international du film de La Rochelle
- 2018 : Visions du réel (séance spéciale « Maître du réel »)